# Anton Graff (Offizier)
Anton Freiherr von Graff (* 1769 in Malam, Siebenbürgen; † 31. Oktober 1805 bei Kremsmünster) war ein österreichischer Husaren-Oberst. Im Verlauf des dritten Koalitionskriegs fiel er 1805 bei der Verteidigung der Traunbrücke zwischen Steinakirchen und Kremsmünster.

## Leben
Anton Graff war ein Sohn des österreichischen Generalmajors Johann Anton Graff aus der Familie der Graff. Er trat 1784 in seinem 15. Lebensjahr als Kadett in das Husarenregiment Barko ein. Bereits 1785 wurde er Unterleutnant sowie im Verlauf des Türkenkriegs Rittmeister. Im August 1794 erlangte er den Rang eines Majors. Während des ersten Koalitionskriegs zeichnete er sich im Oktober 1795 bei der Vertreibung der Franzosen vom rechten Rheinufer in der Nähe von Mainz und am 19. Oktober 1795 im Gefecht bei der Brückenschanze von Neuwied aus. Daraufhin wurde er zum slavonisch-kroatischen Grenz-Husarenkorps und 1796 zu den Graf-Wurmser-Husaren versetzt. In Italien nahm er im April 1796 am Streifzug des Generals Johann von Klenau nach Governolo teil und wurde durch zwei Schüsse schwer verwundet.
Nach seiner Genesung wurde Graff im November 1800 zum Oberstleutnant und am 1. September 1805 zum Oberst bei den Kaiser-Husaren befördert. Beim Feldzug dieses Jahres kam er mit seinem Regiment im Oktober 1805 zur russischen Armee an den Inn und wurde anschließend dem Korps des Feldmarschallleutnants Grafen Merveldt zugeteilt. Letzterer sollte den Rückzug der österreichischen Armee nach Oberösterreich decken und dem Vordringen der gegnerischen Streitkräfte Einhalt gebieten. General Emanuel Schustekh von Hervé wurde am 31. Oktober 1805 beim Rückzug von Ried zwischen Steinakirchen und Kremsmünster von überlegenen feindlichen Truppen angegriffen und notdürftig von zwei russischen Jägerbataillonen unterstützt. Graff griff daraufhin mit seinen Husaren, vier Bataillonen Walachen und Peterwardeiner Grenzern in den Kampf ein. Er hielt die weit stärkere gegnerische Armee bis zum Abend auf, um die Brücke über die Traun zu zerstören, sobald alle verbündeten Soldaten über diese gezogen waren. Den sich hieraus entspinnenden heftigen Kampf überlebten nur 200 Mann des Husarenregiments, während Graff wie viele seiner Soldaten fiel.